# Мержанів Борис Анатолійович
Мержанів Борис Анатолійович (4 березня 1888, ст. Александровська — 15 липня 1962, штат Нью-Йорк, США) — старшина Дієвої Армії УНР.

## Біографія
Походив із козаків Всевеликого Війська Донського.
Закінчив Донський кадетський корпус, Михайлівське артилерійське училище, Імператорську Миколаївську військову академію за 1-м розрядом (у 1915 році). У 1917 році — старший ад'ютант відділу генерал-квартирмейстерства штабу 1-ї армії. Останнє звання у російській армії — капітан.
З 1 квітня 1918 року — помічник начальника частини по службі та навчанню військ Генерального штабу Української Держави. Під час Гетьманату був підвищений до звання військового старшини. У січні—травні 1919 року — завуч Київської інженерної школи, у складі якої 16 травня 1919 року потрапив у Луцьку до польського полону. Станом на вересень 1919 року — штаб-старшина для доручень Головного управління Генерального штабу Дієвої Армії УНР.
Восени 1919 року перейшов на бік білих. З 28 листопада 1919 року — на службі у Збройних Силах Півдня Росії: начальник штабу 6-ї Донської пластунської бригади, з 25 березня 1920 року — у резерві Донського корпусу ЗСПР.
З 1923 року — на еміграції в Югославії. Був головою суду честі 4-го відділу Російського Загальновійськового Союзу.
З 25 жовтня 1941 року — ад'ютант, а з 4 січня 1942 року — командир 2-го полку Російського корпусу, сформованого німцями на Балканах.
Після закінчення війни емігрував до США.
Помер та похований у Ново-Дівеєвському Успенському монастирі, штат Нью-Йорк.